# Code NACE
Ne doit pas être confondu avec Code NAF.
Pour les articles homonymes, voir NACE.
La NACE est la Nomenclature statistique des Activités économiques dans la Communauté Européenne, un système de classification des activités économiques recensant 615 codes à quatre positions. 
Depuis 2009, elle est utilisée par les pays de l'AELE et plusieurs pays d'Europe centrale. 
La NACE est une adaptation de la CITI créée en 1986 lors de la mise sur pied d'Eurostat. Elle a été mise à jour en 1989, en 1993 (rév. 1.1) et en 2008 (rév. 2). 
La NACE rév 2 a été révisée en 2023.
Les différents pays peuvent rajouter à la suite des quatre premières positions du code (qui ont donc la même signification dans tous les pays européens), une cinquième position pour créer un nouveau code national, cette cinquième position peut donc varier d'un pays à l'autre : la Suisse, qui fait partie de l'AELE, utilise la nomenclature générale des activités économiques (NOGA), en partie compatible avec la NACE, le niveau le plus fin permettant de tenir compte des spécificités économiques suisses. 
La France, quant à elle, utilise la nomenclature d'activités française, également proche de la NACE.